# Listă de artefacte găsite pe teritoriul României
Aceasta este o listă de artefacte găsite pe teritoriul României
- Brățările dacice

- Gânditorul de la Hamangia

- Hora de la Berești [1][2]